# Фёллим
Фёллим (нем. Föllim) — посёлок в Австрии, в федеральной земле Нижняя Австрия. 
Входит в состав округа Мистельбах. Население 169 чел. Занимает площадь 4,29 км². Официальный код  —  31644.